# FJT21
ARROWS Tab FJT21（アローズタブ エフジェイティ ニーイチ）は、富士通モバイルコミュニケーションズ（富士通ブランド、現：FCNT）によって開発された、KDDI・沖縄セルラー電話（auブランド）のLTEデータ通信（au 4G LTE）端末である。

## 概要
auでは初めてとなる10.1インチ通信モジュール搭載タブレットで、同時期に発表となったFJL22と同じくLTEとWi-Fiの同時通信（マルチコネクション）に対応しており、どちらかの電波が不安定な場合により電波の良い方につなぎ、安定した通信を行うことが可能となっている。
スペック等はF-02Fにほぼ準じている。
キャッチコピーは「美しく、軽く、電池長持ち。大容量バッテリー搭載のみんなで使えるタブレット」。

## 主な機能
※PC向けWebブラウザは標準装備されていないが、携帯向けサイト（EZweb）は他のスマートフォンやPCと同じく閲覧可能。
| 主な機能・対応サービス                                                              | 主な機能・対応サービス                                 | 主な機能・対応サービス                  | 主な機能・対応サービス                |
| ----------------------------------------------------------------------------------- | ------------------------------------------------------ | --------------------------------------- | ------------------------------------- |
| - auウィジェット - Webブラウザ                                                      | - LISMO! for Android - メディアプレイヤー - LISMO WAVE | - おサイフケータイ - NFC                | - ワンセグ - フルセグ - DLNA/DTCP-IP+ |
| - au one メール - PCメール - Gmail - EZwebメール                                    | - デコレーションメール - デコレーションアニメ          | Skype au                                | PCドキュメント                        |
| - au Smart Sports - Run & Walk - Karada Manager - ゴルフ（web版） - Fitness、歩数計 | - GPS - 方位計                                         | - au oneナビウォーク - au one助手席ナビ | - au one ニュースEX - au one GREE     |
| じぶん銀行                                                                          | 緊急速報メール                                         | Bluetooth                               | 無線LAN機能 （Wi-Fi）                 |
| 赤外線通信                                                                          | - WIN HIGH SPEED - au 4G LTE                           | グローバルパスポート                    | auフェムトセル                        |
| - microSD - microSDHC - microSDXC                                                   | モーションセンサー（6軸）                              | 防水 防塵                               | - 簡易留守録 - 着信拒否設定           |

## 歴史
- 2013年10月2日 - KDDI、および富士通モバイルコミュニケーションズより公式発表。
- 2013年10月28日 - 連邦通信委員会（FCC）を通過[6]。
- 2013年11月29日 - 全国にて一斉発売。
- 2022年3月31日 - CDMA 1X WIN（au 3G）のサービスの終了・停波に伴い、以後はWi-Fiおよび4Gサービスによるデータ通信のみの利用となる。